# Парламентские выборы в Юго-Западной Африке (1950)
Парламентские выборы проводились в Намибии 30 августа 1950 года. Результатом голосования стала победа Юго-Западной Объединённой национальной партии, получившей 15 мест из 18 в парламенте.

## Новая избирательная система
Еще до начала выборов в стране произошла реформация, и, согласно новой системе, 18 членов парламента избирались в одномандатных округах. Предыдущие избирательные округа (Гибеон, Стамприет, Виндхук-Центр и Виндхукский округ) заменялись новыми: Ароаб, Гобабис, Гроотфонтейн, Китмансхоп, Людериц, Мальтахохэ, Мариентал, Окаханджа, Отджикондо, Отдживоронго, Ауджо, Рехобот, Свакопмунд, Усакос, Вармбад , Виндхук-Ист, Виндхук-Север и Виндхук-Вест.